# Kim-Il-sung-Platz (Sinŭiju)
Der Kim-Il-sung-Platz (김일성광장) der nordkoreanischen Stadt Sinŭiju ist ein weitläufiger Platz mit der Statue Kim Il-sungs in der Mitte. Er misst zirka 138 m × 144 m. Vor dem Platz befindet sich der Bahnhof Sinŭiju und das Station Hotel. Vom Bahnhofsvorplatz aus gesehen befindet sich links ein Park mit dem Befreiungsdenkmal. Hinter der Statue befindet sich das Historische Museum.